# ستيفن هوبر
ستيفن هوبر (بالإنجليزية: Stephen Donald Hopper)‏ هو مهندس وعالم نبات أسترالي، ولد في 18 يونيو 1951 في Ballina, New South Wales ‏ في أستراليا.